# Lilltjärnen (Hammerdals socken, Jämtland, 704963-148972)
Lilltjärnen är en sjö i Strömsunds kommun i Jämtland och ingår i Indalsälvens huvudavrinningsområde.